# Češki geografiski zavod
Češka geološka služba je organizacija kojoj je državni geološki zavod u Češkoj Republici.
Češku geološku službu je osnovalo Ministarstvo životne sredine. Njene aktivnosti obuhvataju osnovna i primenjena geološka istraživanja i izradu geoloških karata Češke Republike. Ona prikuplja i obrađuje informacije o geološkom sastavu teritorije Češke.

## Međunarodna saradnja
Češki geološki zavod je član međunarodnih organizacija geoloških službi EuroGeoSurveys, FOREGS (Evropski forum geoloških službi) i ICOGS (Međunarodni konzorcijum za geološke usluge).

## Istorija
Istorija ove ustanove počinje 1919. godine, kada se zvala Državni geološki institut Čehoslovačke Republike. Kasnije je radila pod više naziva, od 1953. do 1990. kao Centralni geološki institut, od 1990. do 2002. kao Češki geološki institut. Od 2002. godine nosi naziv Češka geološka služba.